# Paul Rilla

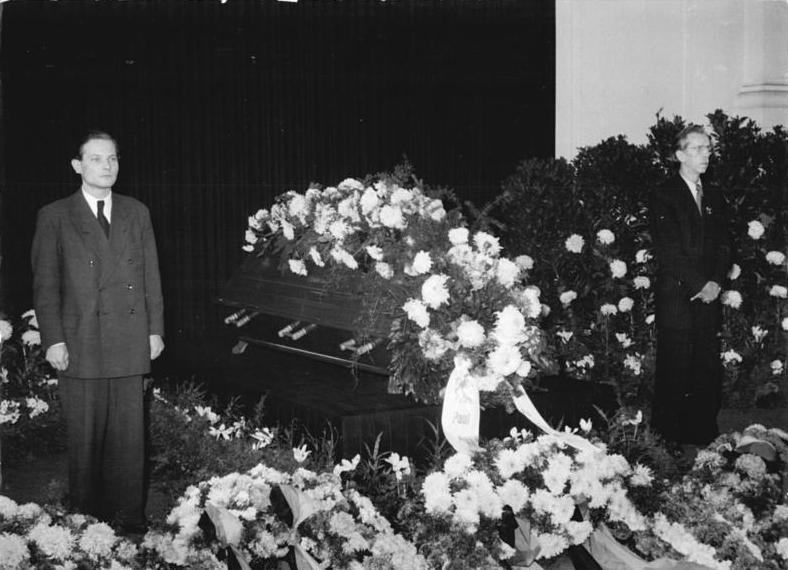
Totenfeier für Paul Rilla in AdK, Mahnwache halten hier Otto Nagel (rechts) und Wolfgang Harich

Paul Rilla (* 26. Dezember 1896 in Neunkirchen/Saar; † 5. November 1954 in Rostock) war ein deutscher Journalist und Literaturwissenschaftler.

## Leben und Wirken
Zunächst betätigte er sich in Breslau auf journalistischem Gebiet, wozu er sich an der Zeitschrift Die Fackel von Karl Kraus orientierte. 1918 wurde er Feuilletonchef der Breslauer Neuesten Nachrichten. Dabei verfasste er vorrangig Theaterkritiken, fungierte als Fürsprecher für das Breslauer Theater und manifestierte mit seiner Simme für das Moderne auch den Geist der jungen Weimarer Republik. Später wirkte er als Herausgeber im Reclam-Verlag in Leipzig sowie im Propyläen Verlag in Berlin. Während des nationalsozialistischen Regimes wurde er von der Reichsschrifttumskammer zeitweise mit Schreibverbot belegt. Außerdem hatte er Kontakt zur Schulze-Boysen/Harnack-Gruppe. 1945 übernahm er die Leitung der Kulturredaktion der Berliner Zeitung, gab von 1947 bis 1948 die Dramaturgischen Blätter. Monatsschrift für Dichtung und Bühne heraus und trat besonders als Literaturkritiker, Essayist und Editor hervor. 1950 wurde er Mitglied der Akademie der Künste. Im gleichen Jahr wurde ihm auch der Nationalpreis der DDR verliehen. 1952 übersiedelte er von Berlin nach Bad Doberan.

## Familie
Seine Eltern waren der Eisenbahningenieur Friedrich Wilhelm Rilla und die Schauspielerin Karoline Gründer. Sein Bruder war der Schauspieler und Journalist Walther Rilla. Verheiratet war er mit Martina Rilla (* 6. April 1910; † 22. April 1990), die auch seinen Nachlass betreute. Beider Grabstätte befindet sich auf dem Südwestkirchhof Stahnsdorf.
Nach Paul Rilla wurden Straßen in Bad Doberan und Senftenberg benannt.

## Schriften

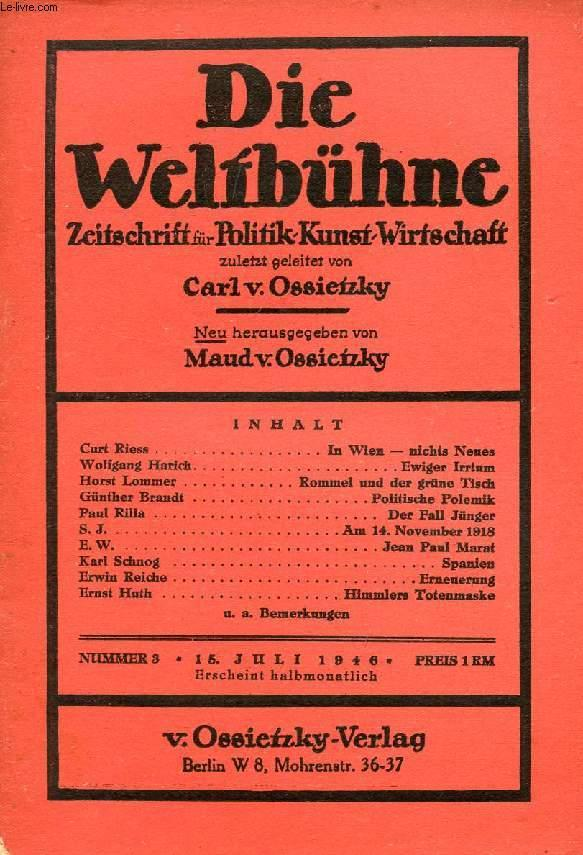
Paul Rilla in der Weltbühne (1946)

- Theodor Fontane: Ausgewählte Werke in sechs Bänden, Leipzig (1928) (Vorwort)
- Gottfried Keller: Gesammelte Schriften in acht Bänden, Leipzig 1929 (Herausgeber)
- Gottfried Keller: Sein Leben in Selbstzeugnissen, Briefen und Berichten, Berlin 1943
- Günther Weisenborn: Historien der Zeit, Berlin 1947 (Vorwort)
- Literatur und Lüth, Eine Streitschrift, Berlin 1948
- Goethe in der Literaturgeschichte. Zur Problematik der bürgerlichen Bildung, Berlin 1949
- Literatur. Kritik und Polemik, Berlin 1950
- Die Erzählerin Anna Seghers, Anna Seghers zum 50. Geburtstag am 19. November 1950, Berlin 1950
- J.W.von Goethe: Wilhelm Meisters theatralische Sendung, Berlin 1950 (Nachwort)
- J.W.von Goethe: Wilhelm Meisters Lehrjahre, Berlin 1951 (Nachwort)
- Thomas Mann: Tristan:Novelle (=ReclamUB 6431), Leipzig 1951 (Nachwort)
- Johannes R.Becher: Auswahl in sechs Bänden, Berlin 1952 (Einführung)
- Gottfried Keller: Der grüne Heinrich, Berlin 1953 (Einleitung)
- Albert Maltz: Mitbürger Schriftsteller. Beiträge zur Verteidigung der wahren amerikanischen Kultur gegen die imperialistischen Verderber, Berlin 1953 (Einführung)
- Festschrift zum 225. Geburtstag von Gotthold Ephraim Lessing am 22. Januar 1954, Berlin 1954
- Gotthold Ephraim Lessing: Gesammelte Werke in zehn Bänden, Berlin 1954–1958 (Herausgeber)
- Essays. Kritische Beiträge zur Literatur, Berlin 1955
- Johannes R, Becher: Vollendung träumend:Dichtungen, Berlin 1955 (Einführung)
- Lessing und sein Zeitalter, Aus dem Nachlass von Martina Rilla besorgt, Berlin 1960
- Vom bürgerlichen zum sozialistischen Realismus. Aufsätze, Leipzig 1967
- Theaterkritiken, Berlin 1978 (Hrsg. von Liane Pfelling)
- Uber Gottfried Keller. (= Diogenes-Taschenbuch 167), Neuausgabe Zürich 1978

## Mitgliedschaften (Auswahl)
- Paul-Ernst-Gesellschaft